# گلن هاردین
گلن هاردین (انگلیسی: Glenn Hardin; ۱ ژوئیهٔ ۱۹۱۰ – ۶ مارس ۱۹۷۵) دونده اهل ایالات متحده آمریکا بود.
از افتخارات وی میتوان به کسب مدال طلا دو ۴۰۰ متر با مانع در بازی‌های المپیک تابستانی ۱۹۳۶ اشاره کرد.